# Wynandus Gustavus Straetmans
Wynandus Gustavus Straetmans (Maastricht, 17 mei 1839 - Maastricht, 23 maart 1898) was een Nederlands jurist en politicus.
Straetmans was de zoon van een bierbrouwer uit Maastricht. Hij studeerde rechten en was een maatschappelijk betrokken advocaat.
Hij was politiek en bestuurlijk actief als raadslid en wethouder in Maastricht, Provinciaal Statenlid en gedeputeerde in Limburg. In de Tweede Kamer was hij een onopvallend lid, die weinig het woord voerde. Begin 1886 nam hij ontslag.